# Heinrich Streintz
Heinrich Streintz (Viena, 7 de maio de 1848 — Graz, 11 de novembro de 1892) foi um físico austríaco.
Como Streintz tinha problemas de saúde, seus pais foram residir em Graz. Lá frequentou a escola, que completou com grande sucesso em 1868. Quando as habilidades matemáticas de Streintz foram reconhecidas, passou a estudar matemática, física e química na Universidade de Graz. Também estudou temporariamente em Leipzig, Munique e Zurique. Obteve um doutorado em Graz em 1872, e depois estudou algum tempo com Gustav Kirchhoff e Leo Königsberger em Heidelberg. Depois trabalhou em Viena com Joseph Stefan no Instituto de Física, onde obteve a habilitação em 1873. Em 1875 tornou-se professor extraordinário  de física matemática em Graz, onde tornou-se professor ordinário em 1885. Um de seus colegas em Graz foi Ludwig Boltzmann.
Em seu trabalho teórico e experimental Streintz ocupou-se com teoria das probabilidades, elasticidade, eletricidade, etc. Streintz escreveu diversos abstracts e resenhas para o jornal Deutsche Literaturzeitung. Seu livro mais importante foi "Os Fundamentos Físicos da Mecânica" (em alemão:  Die physikalischen Grundlagen der Mechanik, 1883), onde criticou a definição de inércia de Newton, e introduziu as expressões "corpo fundamental" (em alemão:  Fundamentalkörper) e "sistema de coordenadas fundamental" (em alemão:  Fundamental-Koordinatensystem), pelas quais o movimento inercial poderia ser definido mais precisamente. Considerações similares levaram pouco depois (1885) à introdução do termo referencial inercial por Ludwig Lange.

## Publicações
- Über die Änderungen der Elastizität  und der Länge eines vom galvanischen Strome durchflossenen Drahtes, 1873.
- Die elektrischen Nachströme transversal magnetisirter Eisenstäbe, 1877
- Beiträge zur Kenntnis der elastischen Nachwirkung, 1879
- Die physikalischen Grundlagen der Mechanik. 1883